# Analalava (stad)
Analalava is een stad in Madagaskar, gelegen in de regio Sofia.

## Geschiedenis
Tot 1 oktober 2009 lag Analalava in de provincie Mahajanga. Deze werd echter opgeheven en vervangen door de regio Sofia. Tijdens deze wijziging werden alle autonome provincies opgeheven en vervangen door de in totaal 22 regio's van Madagaskar.

## Infrastructuur
Naast het basisonderwijs biedt de stad zowel middelbaar als hoger onderwijs aan. Analalava beschikt tevens over een eigen ziekenhuis. De stad beschikt over haar eigen luchthaven, Analalava Airport.

## Economie
Landbouw en veeteelt bieden werkgelegenheid aan respectievelijk 25% en 10% van de beroepsbevolking. Het belangrijkste gewas in Ambilobe is rijst, terwijl andere belangrijke producten kokosnoten en cassave betreffen. In de  dienstensector werkt respectievelijk 5% van de bevolking. Daarnaast werkt 60% van de bevolking in de visserij.